# Seotaiji 25th Anniversary LP 'TIME : TRAVELER'
《Seotaiji 25th Anniversary LP 'TIME : TRAVELER'》는 서태지의 데뷔 25주년 기념 베스트 앨범이다.
총 20곡의 트랙으로 구성되어 있으며 2,500장 한정 LP판으로 제작되었다.

## 수록곡
LP1 A
1. 난 알아요
2. 환상속의 그대
3. 하여가(何如歌)
4. 마지막 축제
5. 교실이데아

LP1 B
1. 영원(永遠)
2. 필승(必勝)
3. Come Back Home
4. Take One
5. Take Two

LP2 A
1. 인터넷 전쟁
2. 대경성
3. Heffy End
4. 로보트
5. Moai

LP2 B
1. T'ik T'ak
2. Bermuda(Triangle)
3. 소격동
4. Christmalo.win
5. 비록(悲錄)